# 加藤健 (ミュージシャン)
加藤 健（かとう たけし、11月23日 - ）は、日本の男性ボーカリストである。ロックバンド「REBEL BLUE」のボーカル、作詞、作曲、編曲、ギタリスト。DJ。2008年に作家デビュー。慶應義塾大学文学部文学科（フランス文学専攻）卒業。

## 来歴
- 11月23日に東京都で生まれる。
- 1989年 -  ロックバンド「えび」を結成。ホコ天や都内ライブハウスを中心に活動を始める。
- 1989年4月、『三宅裕司のいかすバンド天国』に出演。「ベストキャラクター賞」「ベストコンセプト賞」「ねじめ正一賞」受賞。
- 1990年、音楽活動の拠点として「株式会社えびジャパン」を設立。
- 1991年、ワーナーミュージック・ジャパン内ダブリューイーエー・ジャパンと3年間のアーティスト契約。2枚のアルバムとシングルをリリース。
- 1993年、「えび」解散、「REBEL BLUE」を結成。
- 2008年 - 『天国だった、けど　〜6畳王子マモルの1825日〜』（三才ブックス）を出版。作家デビュー。

### 特技・趣味・嗜好
- バイオリンを幼少から続けている。
- 健康管理士の資格を持っている。